# Hattenhofen (Bajorország)
Hattenhofen település Németországban, azon belül Bajorországban. Lakosainak száma 1606 fő (2023. december 31.). Hattenhofen Oberschweinbach, Mammendorf és Mittelstetten községekkel határos.

## Népesség
A település népessége az elmúlt években az alábbi módon változott:
| Lakosok száma | 390  | 760  | 962  | 1090 | 1423 | 1480 | 1529 | 1520 | 1567 | 1606 |
|               | 1875 | 1950 | 1975 | 1987 | 2012 | 2014 | 2016 | 2017 | 2021 | 2023 |